# 汪若泮
汪若泮（？—？），字文化，貴州貴州衛軍籍，應天府江浦縣人，明朝政治人物。

## 生平
貴州鄉試第三名舉人。嘉靖三十八年（1559年）中式己未科會試第一百七名，三甲第二十一名進士。授袁州府推官，擢官大理寺评事。

## 家族
曾祖汪昇；祖父汪憲；父汪慶，知縣。嫡母李氏；生母陳氏。具慶下。弟若泗。